# Emil Hadač

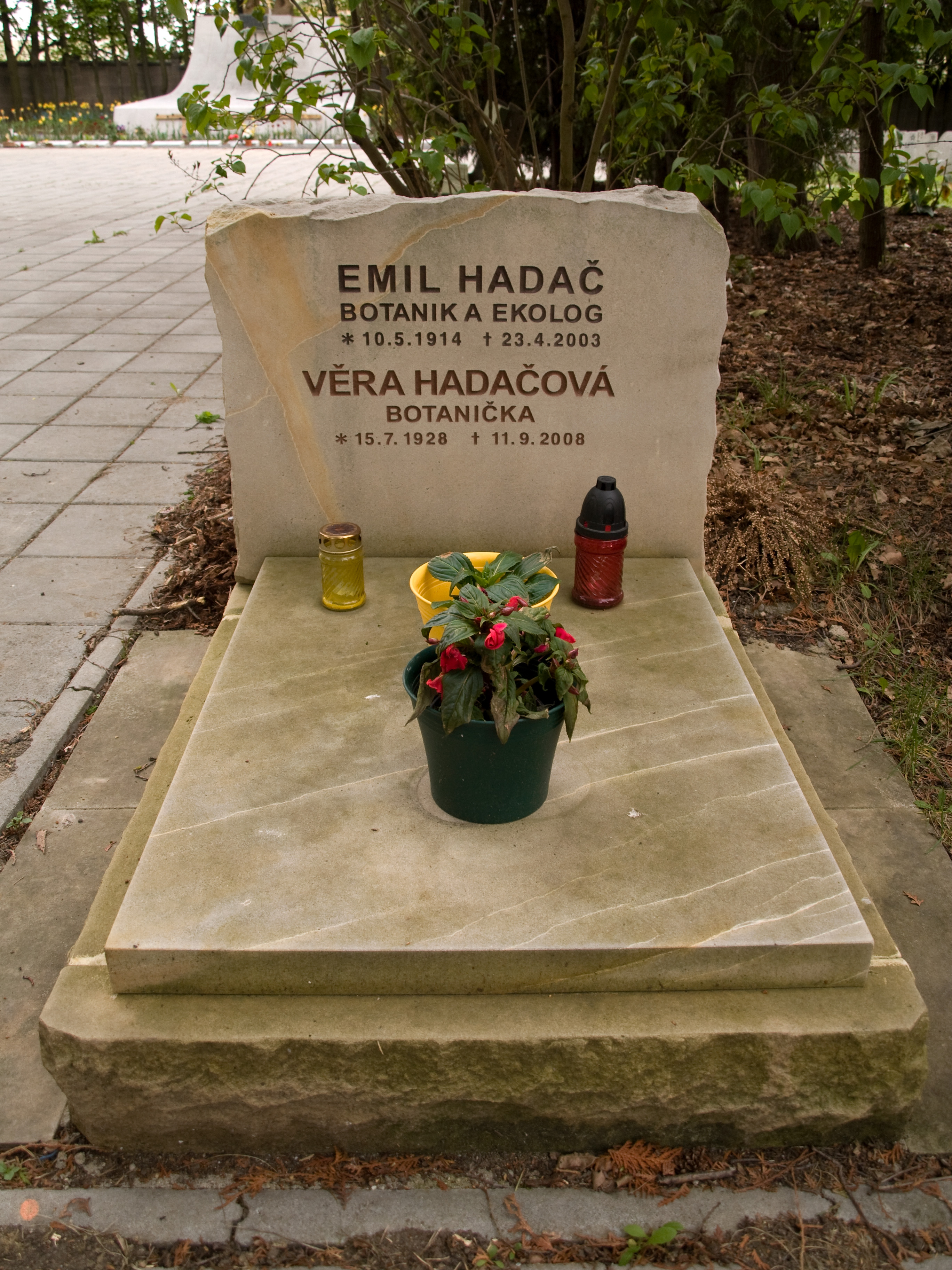
Hrob Emila Hadače na pražském Chodovském hřbitově

Emil Hadač (10. května 1914 Lázně Bohdaneč – 23. dubna 2003 Praha) byl český geobotanik (fytocenolog) a ekolog.

## Život
Na počátku výzkumné dráhy ho zaujaly otázky vývoje flóry nejzazšího severu, kterou zkoumal koncem třicátých let na Islandu a Špicberkách. Ve válečných letech vedl se svým bratrem skupinu mladých přírodovědců na Pardubicku a ihned po válce zorganizoval v rámci Přírodovědeckého klubu Arktický odbor, jehož cílem byla výzkumná expedice na sever SSSR, především na Tajmyr. Výpravu ale znemožnily tehdejší politické poměry, a tak se celý kolektiv vydal na Island, s nímž měl Hadač vědecké kontakty již dříve. V dalších letech cestoval a pracoval v různých částech světa, např. v Iráku a na Kubě. Později se jako přednosta Ústavu pro výzkum peloidů zaměřil na studium humolitů, jehož výsledkem byla monografie Československé peloidy (léčivá bahna, rašeliny a slatiny) z r. 1953. Hadač tak postupně rozšiřoval svůj vědecký záběr od geobotaniky a fytogeografie k obecnějším ekologickým aspektům, a posléze právem stanul v čele Ústavu krajinné ekologie ČSAV. Své zkušenosti shrnul v knize Krajina a lidé (Academia 1982). Tato poměrně útlá publikace (148 stran) představuje svěže a srozumitelně napsaný úvod do krajinné ekologie s řadou postřehů, které dosud nebyly plně doceněny. Od ekologie krajiny byl už jen krok k ochraně přírody. Na ni byl zaměřen výzkum Broumovska, jehož záměr – vyhlášení chráněné krajinné oblasti – se splnil 27. 3. 1991. Obdobný výzkum pak E. Hadač až donedávna prováděl v Národním parku Poloniny na severovýchodním Slovensku. Z jeho organizační činnosti je třeba vyzdvihnout předsednictví v Biologické společnosti, kde se soustředili naši nejlepší environmentalisté, které Hadač mnohokrát zaštítil proti nepřízni režimu. Záslužná byla i jeho činnost ve Vesmíru, kde v letech 1971–1981 působil ve funkci šéfredaktora. S Hadačem odešel přírodovědec širokého záběru, který ovlivnil naši mladou generaci v druhé polovině 20. století a jehož práci v rámci ekologie ocení až budoucnost.

## Ocenění
V roce 1994 byl oceněn Cenou ministra životního prostředí (v prvním roce jejího udělování) „za celoživotní dílo v ekologii a botanice“.

## Výběr z bibliografie
- Krajina a lidé: úvod do krajinné ekologie, Academia, 1982